# Феолепт II Константинопольський
Феолепт II — патріарх Константинопольський з 27 лютого 1585 року по квітень 1587 року.
Він був племінником патріарха Митрофана III. Він згадується як поважний, величний і знає турецьку мову. Він був митрополитом Філіппопольським, і, хоч патріарх Єремія ІІ його любив, все ж змовився проти нього, співпрацюючи з Пахомієм. Коли Пахомій був скинутий синодом, вона обрала на його місце патріарха Феолепта. Він був інтронізований Патріархами Александрії та Антіохії.
Перебуваючи в Молдавії та Валахії, збираючи гроші, Никифор, диякон вигнаного патріарха Єремії та хранитель престолу з травня 1586 по квітень 1587, зумів скинути його з престолу. Єремія повернувся на Престол і рішенням Синоду помилував Феолепта і відправив його в Іверію, щоб зібрати гроші в надто заборговану церковну скарбницю. Незрозуміло, чи Єремія повернувся на престол у 1586 році і як Патріарх дозволив Теолепто продовжити свою подорож, чи Теолепто продовжував бути Патріархом і пізніше зрікся престолу на користь Єремії. Однак ми знаємо, що в 1587 році він видав сігілліон на користь монастиря Сумела, невідомо, чи видав він її законно чи незаконно.
Зрештою, ми знаємо, що він примирився з Єремією II, якому він остаточно передав престол, і співпрацював з ним у 1590 році. Після цього ні його доля, ні час його смерті невідомі.
Він був останнім патріархом, резиденцією якого був монастир Паммакарістоу, перетворений на мечеть у 1586 році. Потім Патріархію перенесли до бідної церкви Богородиці у Влах-Сераї, де вона перебувала одинадцять років, до 1597 року.

## Подальше читання
- Αγορίτσας, Δημήτριος (2017). Συνοδικό γράμμα του οικουμενικού πατριάρχη Θεολήπτου Β΄ (1586). Τρικαλινά. 37. Процитовано 7 Απριλίου 2021.